# Myoepithelzelle
Myoepithelzellen sind kontraktile Epithelzellen mit Eigenschaften der glatten Muskelzellen (myo von griech. mys „Muskel“). Sie kommen in einigen Hautdrüsen aber auch in den Drüsen der Speiseröhre und des Atemtraktes vor. Im Gegensatz zu „normalen“ glatten Muskelzellen sind sie ektodermaler (und nicht mesodermaler) Herkunft. Ihre kontraktilen Eigenschaften erhalten sie durch ein dem glatten Muskeln ähnliches Zytoskelett mit Gap junctions. Myoepithelzellen kommen in Schweiß- und Speicheldrüsen sowie der Milchdrüse vor. Sie liegen zwischen der Basalmembran und den eigentlichen sekretproduzierenden Drüsenepithelzellen und bilden das sogenannte Myoepithel. Durch ihre Fähigkeit zur Kontraktion unterstützen sie die Sekretabgabe aus den Drüsenendstücken.
Die Myoepithelzellen der Schweißdrüsen werden auch als Stabzellen bezeichnet. Sie liegen in Längsrichtung, leicht spiralig gewunden den Drüsenendstücken an. Die Myoepithelzellen der Speicheldrüsen und der Milchdrüse sind verzweigt und umfassen die Drüsenendstücke korbartig, weshalb sie auch als Korbzellen bezeichnet werden.
Myoepithelzellen der Vasa afferentia der Nierenkörperchen produzieren zusammen mit den Mesangiumzellen Renin, welches intrazellulär als Granula gespeichert und bei Bedarf sezerniert wird. Somit sind Myoepithelzellen auch ein wichtiger Teil des juxtaglomerulären Apparats.